# Heavytones
Die Heavytones (Eigenschreibweise heavytones) sind eine deutsche Instrumentalband, die vor allem als Band der Late-Night-Show TV total einer breiten Öffentlichkeit bekannt wurde.

## Bandgeschichte
Die Band hatte ihren ersten Fernsehauftritt am 15. Januar 2001, nachdem TV total innerhalb der Stadt Köln vom Rudolfplatz ins neue Studio im Capitol umgezogen war. Die Band wurde auf Wunsch des Moderators Stefan Raab von dem Schlagzeuger Herbert Jösch, mit dem Raab bereits 2000 beim Eurovision Song Contest aufgetreten war, zusammengestellt. Ursprünglich lautete der Name der Band Herb and the Heavytones.
2003 tourten die Heavytones das erste Mal in der Formation durch Deutschland und spielten die aus TV total bekannten Songs in voller Länge mit Unterstützung der Sänger Ron T. und Henrik Wager. In der Sendung hatten sie gemeinsame Auftritte mit Stars wie Joe Cocker, Lionel Richie, James Brown, Kylie Minogue, Busta Rhymes, Bootsy Collins oder Michael Bublé.
Die Band war für die musikalische Begleitung mehrerer Castingwettbewerbe verantwortlich, die Raab veranstaltete. Ab Ende 2003 unterstützten die Heavytones die Kandidaten des Wettbewerbs SSDSGPS, bei dem Max Mutzke als Sieger hervorging. Sie arrangierten und spielten nicht nur den Siegersong Can’t Wait Until Tonight, sondern nahmen auch mit Mutzke beim Eurovision Song Contest 2004 teil und belegten gemeinsam mit ihm den achten Platz. Auf den ersten zwei Alben von Max Mutzke spielten einige Bandmitglieder Songs ein. Ab Ende 2007 spielte die Band bei SSDSDSSWEMUGABRTLAD unter anderem mit der Siegerin Stefanie Heinzmann und mit Gregor Meyle. 2010, 2011, 2012 und 2025 sorgten sie in den Shows Unser Star für Oslo, Unser Song für Deutschland, Unser Star für Baku und Chefsache ESC 2025 – Wer singt für Deutschland ebenfalls für die Musik. Am Anfang der Finalshow zum Eurovision Song Contest 2011 traten sie gemeinsam mit Stefan Raab, Anke Engelke und Judith Rakers mit einer Rockabilly-Version von Lenas Satellite auf.
Die Band war Bestandteil der 2012 und 2013 ausgestrahlten Show TV total Quizboxen, ebenso wie bei der TV total Prunksitzung im Februar 2013. Außerdem waren einige Bandmitglieder Teilnehmer bei der Wok-WM.
Am 13. März 2006 startete bei TV total die Aktion Heavytones Kids, um eine Band aus Kindern im Alter von 6 bis 14 Jahren zu bilden, die die Profis vom 18. bis 20. April 2006 ersetzte. Anlässlich der 2000. Ausgabe der Sendung kamen die damaligen Teilnehmer am 20. Februar 2014 noch einmal zusammen und spielten Durch den Monsun in die Werbung und aus ihr heraus, ein Stück, welches sie bereits acht Jahre zuvor einstudiert und gespielt hatten.
Ab 2014 waren die Heavytones in Einspielfilmen beim Bundesvision Song Contest zu sehen, in denen sie gemeinsam mit Stefan Raab und den angetretenen Künstlern eine Jamsession spielten.
Am 16. Dezember 2015 spielten die Heavytones nach fast 15 Jahren letztmals in der Fernsehsendung TV total mit Stefan Raab, der von da an nicht mehr als Moderator tätig war.
Bei der letzten Ausgabe der Live-Spielshow Schlag den Raab am 19. Dezember 2015 spielten die Heavytones die Titelmelodie der Sendung. Am Ende der Sendung interpretierten sie One Moment in Time und Run Rudolph Run mit Stefan Raab, der damit seine Fernsehkarriere vorerst beendete. Im Abspann der Show spielte die Band wie bereits bei TV total das Lied Universe 2001.
Die Band war fester Bestandteil in den drei Live-Shows von Stefan Raab in der Kölner Lanxess Arena zwischen Oktober und Dezember 2018. Die Besetzung der Band entsprach zum größten Teil der Besetzung der letzten Ausgabe von TV total im Jahr 2015. Die Musiker an der Trompete und der Gitarre wurden allerdings durch andere ehemalige Bandmitglieder ersetzt.
2019 waren sie Teil der von Judith Williams moderierten Sendung Mein Lied für Dich. Außerdem spielten die Heavytones in den ZDF-Sendungen Gottschalks große 68er-Show, Gottschalks große 80er-Show sowie Gottschalks große 90er-Show.
Die Band ist Bestandteil des erstmals im Mai 2020 veranstalteten Free European Song Contest und spielen mit ähnlicher Besetzung wie bei Stefan Raab Live!. Außerdem spielten die Heavytones im Oktober 2020 sowie 2021 beim Deutschen Comedypreis auf Sat.1. Zudem traten einige Mitglieder unter der Leitung von Wolfgang Dalheimer 2022 als Live-Band von Deutschland sucht den Superstar auf. Bei der im Februar 2023 ausgestrahlten, tausendsten Ausgabe von Wer weiß denn sowas? waren die Heavytones ebenfalls Teil der Show. Zudem spielte die Band in veränderter Besetzung bei der ZDF-Jubiläumssendung Die Show der Shows.
Ab Herbst 2021 untermalten die Heavytones auch die Neuauflage von TV total mit Moderator Sebastian Pufpaff musikalisch. Mit Stefan Raabs Wechsel zu RTL, wechselten auch die Heavytones den Sender. Am 17. September 2024 gab die Band über ihre Facebookseite bekannt, dass sie sich nach 18 Jahren und ungefähr 2500 begleiteten Sendungen neuen Herausforderungen stellen werde. Am 11. September 2024 hatte die Band ihren letzten Auftritt bei TV total. Vom 18. September 2024 bis zum 11. Juni 2025 war sie fester Bestandteil von Raabs Show Du gewinnst hier nicht die Million.
Backliner der Band ist der Sänger Jan Büttner.

## Stil
Das Repertoire der Heavytones umfasst viele Musikrichtungen. Sie spielen Songs von Earth, Wind and Fire über Jamiroquai bis hin zu aktuellen Songs aus den Charts. Am 5. März 2006 erschien die erste CD N° 1 mit von den Bandmitgliedern geschriebenen Songs. Gesanglich unterstützt wurden die Heavytones dabei von Henrik Wager, Worthington Davis und Anikó Kanthak. Am 19. März 2010 erschien die zweite CD Freaks of Nature, die bis auf Platz 85 der Album-Charts kam. Am 20. November 2015 erschien das Album Songs That Didn’t Make it to the Show, mit dem sie auf Tour gingen.
Im Sommer 2019 spielten sie mehrere Konzerte, unter anderem die Hommage „50 Years of Earth, Wind and Fire“ an die amerikanische Soul- und Funk-Band mit Roman Lob und Worthington Davis. Am 21. Mai 2020 erschien die EP A Tribute To Earth Wind & Fire, auf der Coverversionen zu hören sind. Roman Lob, Worthington Davis, Cosmo Klein und Henrik Wager unterstützten die Heavytones.

## Diskografie

### Alben
- 2006: heavytones No. 01
- 2010: Freaks of Nature
- 2015: Songs That Didn’t Make It to the Show
- 2020: A Tribute to Earth Wind & Fire

### Singles
- 2014: Lass das mal den Papa machen. (Begleitband von Christoph Maria Herbst als Bernd Stromberg)
- 2015: Universe 2001